# Ichthyophis paucidentulus
la cecilia de Kapahiang (Ichthyophis paucidentulus) es una especie de anfibio gimnofión de la familia Ichthyophiidae.
Es endémica de Sumatra: se halla en Kepahiang (provincia de Bengkulu).